# Kyllingiella polyphylla
Kyllingiella polyphylla är en halvgräsart som först beskrevs av Achille Richard, och fick sitt nu gällande namn av Kaare Arnstein Lye. Kyllingiella polyphylla ingår i släktet Kyllingiella och familjen halvgräs. Inga underarter finns listade i Catalogue of Life.